# Manuel Arredondo y Pelegrín
Manuel Antonio Arredondo y Pelegrín (* vor 1750 in Asturien, Spanien; † 1821 in Lima, Peru) war ein spanischer Jurist und Kolonialverwalter, der 1801 vorübergehend als Vizekönig von Peru amtierte.

## Leben
Manuel Arredondo stammte aus Asturien und studierte in Spanien Rechtswissenschaften. Ab 1779 amtierte er an der Real Audiencia von Lima als Oidor.
In dieser Funktion erlebte er die Niederschlagung des Aufstands der indigenen Bevölkerung unter Túpac Amaru II., der 1781 mit seiner Frau und seinem Sohn in Cusco hingerichtet wurde. Arredondo beaufsichtigte die Volkszählung von 1784 und 1785. Diese war für die Einheimischen von großer Bedeutung, da die ethnische Zuordnung relevant für die Verpflichtung zur Fronarbeit sein sollte.
1786 stieg er zum Vorsitzenden der Real Audiencia auf und wurde 1794 vom Indienrat geehrt. Mit dem Tod des Vizekönigs Ambrosio O’Higgins am 18. März 1801 übernahm Arredondo nach den Regularien des spanischen Kolonialreiches in seiner Funktion als Präsident der Audiencia die Amtsführung, die er am 6. November 1801 an den neuen Vizekönig Gabriel de Avilés weitergab. Als Präsident der Audiencia und als militärischer Oberbefehlshaber (Generalkapitän) blieb er im Amt.
Arredondo heiratete in Südamerika zweimal. Zunächst nahm er Juana Catalina Micheo y Jiménez de Lobatón zur Frau, die Witwe von José de Rezabal y Ugarte, der als Präsident der Real Audiencia von Chile 1796 kurz Gouverneur von Chile war. Nach ihrem Tod ehelichte er Juana Herce y Dulce. Auch sie war Witwe. Ihr verstorbener erster Ehemann, Juan Fulgencio Apesteguia, Markgraf von Torre-Hermosa, hatte ihr ein großes Vermögen hinterlassen, das umfangreichen Grundbesitz in Chile enthielt.
1808 verlieh ihm König Karl IV. den Titel des Markgrafen (marqués) von San Juan Nepomuceno. Nach dem Ende der Wirren der napoleonischen Kriege in Spanien wurde er 1815 als Kammerherr in den Indienrat berufen.
1813 meldete eine Madrider Zeitung, Arredondo habe sich nach Mexiko begeben, um in der dortigen Audiencia zu wirken; aber diese Nachricht fand keine Bestätigung.
Als sich in Südamerika die Unabhängigkeitsbewegungen im Kielwasser der königstreuen Juntas formten und der peruanische Vizekönig José Fernando Abascál y Sousa militärisch gegen die Aufständischen in Chile, dem heutigen Ecuador und dem peruanischen Hochland vorging, betraute er Arredondo mit der Verteidigung der Küste.
Ende 1821 starb Arredondo. Er hatte keine Kinder. Sein Vermögen fiel in die Hände der frisch gegründeten Republik Chile.